# Gaflfell
Gaflfell är ett berg i republiken Island. Det ligger i regionen Västfjordarna, 130 km norr om huvudstaden Reykjavík. Toppen på Gaflfell är 696 meter över havet.
Trakten runt Gaflfell är nära nog obefolkad, med mindre än två invånare per kvadratkilometer. Det finns inga samhällen i närheten. Trakten runt Gaflfell består i huvudsak av gräsmarker.